# 心海 (曲)
「心海」(しんかい)は、Eveの楽曲。メジャー6作目のデジタルシングルとして2020年12月4日に各音楽配信サービスにてリリースされた。

## 概要
前作の配信シングル『約束』から2ヵ月ぶりのリリースとなった。
同曲は、アニメ映画『ジョゼと虎と魚たち』の挿入歌として書き下ろされた。
ミュージックビデオは、まりやすが手掛けている
2022年3月には、NTTドコモ U30ロング割 Webムービーが公開され、動画内で「心海 (合唱ver.)」が使用された。

## 収録内容
| #         | タイトル  | 作詞・作曲 | 編曲      | 時間 |
| --------- | --------- | ---------- | --------- | ---- |
| 1.        | 「心海」  | Eve        | Numa      | 4:24 |
| 合計時間: | 合計時間: | 合計時間:  | 合計時間: | 4:24 |

## タイアップ
心海
アニメ映画『ジョゼと虎と魚たち』挿入歌
心海 (合唱ver.)
NTTドコモ U30ロング割 スペシャルムービー『卒業生100万人の答辞』篇